# 稲岡孝治郎
稲岡 孝治郎（いなおか こうじろう、1881年〈明治14年〉1月16日 - 没年不明）は、日本の実業家。稲岡商店合名会社代表社員、イカリ印タオル製造業。族籍は兵庫県平民。

## 経歴
兵庫県・稲岡九平の二男。早くからタオル製造業に着眼し、斯業の要諦を具に研鑽する。1906年、組織を資本金30万円の合名会社に変更する。後に分家する。
西志方村本工場及び宝殿、天神、池尻、田原の四分工場を有し、大阪、岡山、別府の三ヶ所に出張所を設け、月産優に15万ダースを超え、タオル製造にては本邦首位を占め、その製品のイカリ印タオルは全国業界に最優秀品として喧伝される。

## 人物
趣味はスポーツ、読書。宗教は真宗本願寺派。住所は兵庫県印南郡西志方村横大路（現・加古川市志方町横大路）。別宅は明石市相生町浜通。

## 家族
稲岡家
1841年に創業した稲岡九平家（屋号・木綿屋）は、江戸だけでなく大坂へも積極的に販売して急成長し、幕末には姫路藩最大の木綿問屋となった。1882年の松方デフレを機に在来の綿織物業が衰退すると、1891年に「稲岡商店」を創業してタオルの製造を開始し、1896年からは中国を中心に海外へのタオル輸出を開始して、発展を遂げた。明治末期には、工場40か所、職工1400人、タオル織機1140台を擁し、年間輸出量も多い時で全国タオル輸出額の4分の1強を占め、国内最大のタオル製造業者となった。1970年に鐘紡と合弁でタオル販売会社カネボウ・ベイエルシーを設立した（社長は4代目稲岡四郎の二男稲岡必三）。
- 父・九平[4][9]
- 妻・より（1888年 - ?、兵庫、寺田政次の二女）[2][4]
- 養子・四郎（1906年 - ?、長女の夫[3]、稲岡工業会長[10]） - 家業に従事する[1]。
  - 同長男・毎一[1]（1932年 - ?、稲岡工業社長[10]）
  - 同二男・必三[1]（1934年 - ?、カネボウ・ベイエルシー社長[10]）
- 娘[1][4]